# Remi Lindholm
Remi Lindholm (ur. 17 stycznia 1998 w Rovaniemi) – fiński biegacz narciarski, olimpijczyk z Pekinu 2022.

## Życie prywatne
Mieszka w Vuokatti. Jego oboje rodzice również reprezentowali Finlandię w biegach narciarskich.

## Udział w zawodach międzynarodowych
| Impreza                        | Rok  | Gospodarz   | Konkurencja       | Miejsce |                      |      |       |                   |     |
| ------------------------------ | ---- | ----------- | ----------------- | ------- | -------------------- | ---- | ----- | ----------------- | --- |
| Impreza                        | Rok  | Gospodarz   | Konkurencja       | Miejsce | Igrzyska olimpijskie | 2022 | Pekin | bieg indywidualny | 45. |
| bieg łączony                   | 25.  |             |                   |         | Igrzyska olimpijskie | 2022 | Pekin |                   |     |
| bieg masowy                    | 28.  |             |                   |         | Igrzyska olimpijskie | 2022 | Pekin |                   |     |
| Igrzyska olimpijskie młodzieży | 2016 | Lillehammer | bieg indywidualny | 7.      |                      |      |       |                   |     |
| Igrzyska olimpijskie młodzieży | 2016 | Lillehammer | cross             | 7.      |                      |      |       |                   |     |
| Igrzyska olimpijskie młodzieży | 2016 | Lillehammer | sprint            | 10.     |                      |      |       |                   |     |

### Puchar Świata

#### Miejsca w klasyfikacji generalnej
| Sezon     | Miejsce |
| --------- | ------- |
| 2020/2021 | 125.    |
| 2021/2022 | 61.     |
| 2022/2023 | 53.     |
| 2023/2024 | 48.     |
| 2024/2025 | 82.     |